# Eutane maculata
Eutane maculata là một loài bướm đêm thuộc phân họ Arctiinae, họ Erebidae.